# Catullo Ciacci
Pour les articles homonymes, voir Ciacci.
Cattulo Ciacci, né le 3 mai 1934 à Fossombrone (Marches), mort le 1er juin 1996 à Turin est un coureur cycliste italien, professionnel de 1960 à 1963. Il s'est classé deuxième d'une étape sur le Tour d'Italie 1961.

## Biographie
Il meurt d'un accident vasculaire cérébral.

## Palmarès
- 1955
  - Gran Premio Sannazzaro
  - Trofeo Papà Bertolino
- 1956
  - Astico-Brenta
- 1958
  - Gran Premio della Baraggia
  - Milan-Mondovi
- 1959
  - 2e étape de Nice-Turin
- 1962
  - 3e du GP du Locle

## Résultats sur les grands tours

### Tour d'Italie
1 participation
- 1961 : abandon

### Tour de France
1 participation
- 1962 : abandon (9e étape)

### Tour d'Espagne
1 participation
- 1962 : abandon (11e étape)